# Doménica Montero
Doménica Montero é uma telenovela mexicana produzida por Valentín Pimstein para a Televisa e exibida pelo Canal de las Estrellas entre 21 de junho e 3 de novembro de 1978.
Original de Inés Rodena, é baseada na radionovela La doña e foi adaptada por Caridad Bravo Adams.
Foi protagonizada por Irán Eory e Rogelio Guerra e antagonizada por Raquel Olmedo, Gastón Tusset e Javier Marc.

## Sinopse
Doménica Montero é uma mulher bela, inteligente e de caráter forte e decidido. Possui uma fortuna que seus pais lhe deixaram antes de morrer. Foi criada ao lado de sua tía viuva Angélica, a quem ama como a sua própria mãe. Junto com elas vive Norma, a prima de Domenica, de grande beleza, mas de caráter soberbo, que inveja a sorte de sua prima e que afirma que tudo o que Doménica tem deveria ser para ela. Doménica é feliz ao lado de seu noivo Max, quem só a quer por seu dinheiro; está a punto de se casar com ele, sem saber que ele teve relações sentimentais com Norma. Esta última averigua que o advogado de Doménica desconfia de Max e ameaça a este último com dizer a verdade sobre eles. Na véspera do casamento, Max escreve uma carta a Doménica e foge sozinho para não lhe causar maior mal.
Doménica sofre um choque nervoso, decide ir embora da cidade e se interna no campo, onde decide recluir-se em uma de suas fazendas chamada "Los Gavilanes". Aqui, Doménica muda notavelmente e deixa de ser uma mulher doce e sensível e se converte em um ser duro e desagradável, que odeia a todos os homens. Se torna uma fazendeira de coração frio e caráter infernal. Todos os peões agora lhe temem. Genaro, um vizinho seu sente uma paixão insana por Doménica e por estar perto dela, suporta as humilhações e os maus tratos da dona. Ele tratará de domar a fera, quem parece haver fechado as portas para o amor.
José María Robles é o dono da fazenda vizinha chamada "La Laguna". Recentemente viuvo, vive ao lado de sua mãe e sua serventa. Doménica e José María se conhecem e não se simpatizam, e depois de vários desencontros, terminam estabelecendo uma relação de amor e ódio que os une profundamente. Doménica e José María se apaixonam, no entanto o regresso de Max e as intrigas de Genaro e Norma complicarão as coisas.

## Elenco
- Irán Eory - Doménica Montero Campo-Miranda
- Rogelio Guerra - José María Robles Olmos
- Raquel Olmedo - Norma Ornales Campo-Miranda
- Javier Marc - Genaro Peña
- Rosario Gálvez - Dona Angélica Campo-Miranda Vda. de Ornales
- Gastón Tusset - Max Ordonez Perea
- Antonio Bravo - Don Andrés
- Beatriz Aguirre - Dona Mercedes Olmos Valencia Vda. de Robles
- Graciela Bernardos - Nieves
- Aurora Molina - Flora
- Alejandro Rábago - Ernesto
- Luciano Hernández de la Vega - Licenciado San Genis
- José Elías Moreno - Pedro
- Alicia del Lago - Nicolasa
- Bárbara Córcega - Rosario
- Socorro Bonilla - Chachis
- Antonio Miguel - Padre Juan
- Miguel Ángel Ghiaglazza - Paquito